# 兰多夫 (犹他州)
兰多夫（英文：Randolph），是美国犹他州里奇县下属的一座城市。建市于 1870年，面积大约为1.04平方英里（2.7平方公里），海拔约为6,283英尺（1,915米）。根据2010年美国人口普查，该市有人口464人。